# Peculiar Patients' Pranks
Peculiar Patients' Pranks er en amerikansk stumfilm fra 1915.

## Medvirkende
- Harold Lloyd som Luke
- Snub Pollard
- Gene Marsh
- Bebe Daniels